# Dactylostegium
Dactylostegium es un género de plantas con flores perteneciente a la familia Acanthaceae. El género tiene 3 especies de hierbas.

## Taxonomía
El género fue descrito por Christian Gottfried Daniel Nees von Esenbeck y publicado en Flora Brasiliensis 9: 162. 1847. La especie tipo es: Dactylostegium sparsiflorum

## Especies
- Dactylostegium assurgens
- Dactylostegium portoricence
- Dactylostegium sparsiflorum